# Nightingalesches System

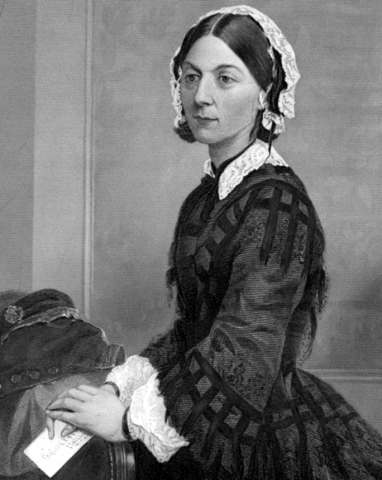
Florence Nightingale

Das Nightingalesche System oder Nightingale System ist ein von Florence Nightingale initiiertes Organisations- und Ausbildungsmodell in der Krankenpflege. Die um 1860 zunächst in der Nightingale School of Nursing im Londoner St Thomas’ Hospital angewendeten Prinzipien des Systems revolutionierten die bislang von Ärzten dominierte Krankenpflege und stellten einen wesentlichen Teil der viktorianischen Pflegereform dar.

## Grundlagen und Entstehung
Schon früh erkannte Nightingale sowohl die Notwendigkeit einer Professionalisierung der Krankenpflege als auch die Bedeutung eines eigenen Selbstverständnisses und einer Sinnhaftigkeit im Rahmen der Berufsausübung. Krankenpflege dürfe nicht nur ein Beruf zum Geldverdienen sein. Sie forderte stattdessen, dass es bei der Krankenpflege auch um Liebe und Engagement für den Nächsten gehen müsse. Andererseits war ihr aber bewusst, dass Menschen, die Existenzsorgen haben, diese geforderten Werte nur mit Mühe leben können.
Während des Krimkrieges erkannte die britische Öffentlichkeit den Mangel an gut ausgebildetem Pflegepersonal, das die Pflege der verwundeten Soldaten hätte übernehmen können. Spontan kam eine große Menge Spendengelder zusammen (ca. 4000 Pfund). Diese flossen dem neu gegründeten Nightingale Fund zu. Dieser richtete 1860 die Nightingale School of Nursing am St Thomas’ Hospital in London ein.  Die Leitung übernahm Sarah Wardroper, die gleichzeitig Oberin des Hospitals war.

## Prinzipien
Mit Notes on Nursing: What it is and What it is Not stellte Florence Nightingale 1860 als erste Frau der Neuzeit ein Krankenpflegebuch vor. Darin entwickelte sie eine Pflegetheorie, die sich stark an der altgriechischen Diätetik im Sinne von Hippokrates orientierte. Durch eine ausgewogene, gesundheitsbewusste Lebensführung und Pflege sollte die Entstehung von Krankheiten verhindert und die Genesung beschleunigt werden.
Die stark von der militärischen Krankenpflege beeinflusste Nightingale legte außerdem ein sehr klares hierarchisches Konzept vor, das auch Ausbildung der Berufsanfänger ins Visier nahm. Bis dahin wurden Krankenpfleger/-innen für einzelne Stationen angestellt. Hier erlernten sie alle anfallenden Arbeiten. Dabei unterstanden sie den jeweiligen Stationsärzten.
Das Nightingalesche System sah nun vor, dass die Pflege einer Oberin aus der Oberschicht (Lady Superintendent of Nurses) unterstand. Ihr waren mehrere Abteilungsleiterinnen (Head Nurses) zugeordnet, denen wiederum Tag- und Nachtschwestern unterstanden. Zur Ausbildung wurden junge Frauen (Probationer) zur Probe aufgenommen, die während eines Jahres verschiedene Abteilungen durchliefen. Die Pflegepraxis erlernten sie überwiegend durch Learning by doing. Der Schwerpunkt der Ausbildung lag insbesondere in der charakterlichen Bildung, über andere inhaltliche Schwerpunkte ist wenig bekannt. Schülerinnen, die nicht aus der Oberschicht kamen, erhielten während der Ausbildung durch die Nightingale-Stiftung Unterkunft, Dienstkleidung und Essen sowie zusätzlich ein geringes Entgelt. Dementsprechend wurden sie als Arbeitskräfte angesehen, die Ausbildung rückte oft in den Hintergrund. Wenn die Schülerinnen sich bewährten, wurden sie nach einem Jahr in das Register des Nightingale Funds aufgenommen. Sie mussten sich verpflichten, dem Fund für drei Jahre zur Verfügung zu stehen.

## Erfolg des Systems
Durch die deutlich verbesserten Organisationsstrukturen in Krankenhäusern und die Professionalisierung der Krankenpflege war das System von Nightingale sehr erfolgreich. Es zeichnete sich im Gegensatz zu den religiös geprägten Ausbildungen in Deutschland, Frankreich, Österreich oder Italien durch das Fehlen der religiösen Motivation aus. Dennoch wurde die für die viktorianische Gesellschaft beispielhafte moralische Kontrolle und auch die klare Beschneidung emanzipatorischer Tendenzen in der Öffentlichkeit sehr geschätzt und die Krankenpflege erfuhr eine deutliche gesellschaftliche Aufwertung. Krankenhäuser aus dem Vereinigten Königreich und dem übrigen Commonwealth forderten Gruppen von Pflegerinnen aus dem Nightingale Fund an, die das hauseigene System reformieren sollten. Auch in den Vereinigten Staaten bildete das Nightingalesche System die Grundlage für eine weitgehende autonome Entwicklung der Pflegepädagogik und der Selbstverwaltung der Pflege. Durch den gemeinsamen Ursprung konnte die Pflege in den betroffenen Ländern eine starke Position einnehmen. Dies zeigt sich z. B. in der vorgeschriebenen beruflichen Registrierung aller Pflegenden, wie sie in Deutschland seit vielen Jahren vergeblich gefordert wird.
Zur Weiterentwicklung bis in die Gegenwart trugen international auf ihrer Basis Virginia Henderson (USA), Liliane Juchli (CH, I), Monika Krohwinkel (D), Nancy Roper (GB-Sc) und Cicely Saunders (GB, Palliativpflege als Spezialisierung) wesentlich bei.